# 분더흐린데 고개
분더흐린데 고개(Bunderchrinde Pass)는 베른 알프스의 고개이다. 이 고개는 2,385m 높이에서 그로스 로흐너와 클리네 로흐너의 봉우리 사이를 가로지른다.
이 고개는 칸데르강 계곡의 1,174m 높이의 칸더슈테크와 엥슈틀리게 계곡의 1,350m 높이의 아델보덴을 연결하는 하이킹 트랙을 통과한다. 트랙은 스위스를 가로질러 자르간스와 몽트뢰 사이의 장거리 하이킹 코스인 알파인 패스 루트의 일부를 형성한다.